# Der ewige Quell (Roman)
Der ewige Quell (Originaltitel: The Fountainhead, dt. „Urquell“) ist ein 1943 veröffentlichter Longseller der russisch-amerikanischen Autorin Ayn Rand aus dem Jahr 1943 und ihr erster großer literarischer Erfolg. Der Protagonist des Romans, Howard Roark, ist ein unnachgiebiger junger Architekt, der gegen konventionelle Standards ankämpft und sich weigert, Kompromisse mit einem architektonischen Establishment einzugehen, das nicht bereit ist, Innovationen zu akzeptieren. Roark verkörpert das, was Rand für den „idealen Mann“ hielt, und sein Kampf spiegelt Rands Überzeugung wider, dass Individualismus dem Kollektivismus überlegen ist.
Roark wird von den so genannten „Gebrauchthändlern“ bekämpft, die Konformität über Unabhängigkeit und Integrität stellen. Dazu gehört auch Roarks ehemaliger Klassenkamerad Peter Keating, der erfolgreich ist, indem er sich an populären Stilen orientiert, sich aber bei Designproblemen an Roark wendet. Ellsworth Toohey, ein sozialistischer Architekturkritiker, der seinen Einfluss nutzt, um seine politische und soziale Agenda durchzusetzen, versucht, Roarks Karriere zu zerstören. Der Verleger der Boulevardzeitung, Gail Wynand, versucht die öffentliche Meinung zu beeinflussen; er freundet sich mit Roark an und verrät ihn dann, als sich die öffentliche Meinung in eine Richtung wendet, die er nicht kontrollieren kann. Die kontroverseste Figur des Romans ist Roarks Geliebte, Dominique Francon. Sie ist der Meinung, dass Nonkonformität keine Chance hat; dementsprechend wankelmütig ist sie: in einem Moment unterstützt sie Roark, in einem anderen versucht sie seine Ambitionen zu untergraben.
Zwölf Verlage lehnten das Manuskript ab, bevor ein Redakteur der Bobbs-Merrill Company seinen Job riskierte, um es zu veröffentlichen. Die zeitgenössischen Kritiker waren geteilter Meinung. Einige lobten den Roman als kraftvolles Loblied auf den Individualismus, während andere meinten, er sei zu lang und habe keine sympathischen Figuren. Anfangs verkaufte sich das Buch nur langsam, doch durch Mundpropaganda wurde es zu einem Bestseller. Von Der ewige Quell wurden weltweit mehr als 6,5 Millionen Exemplare verkauft und es wurde in mehr als 25 Sprachen übersetzt. Bislang wurde er (Stand 2020) dreimal ins Deutsche übersetzt: 1946 von Harry Kahn als Der ewige Quell (Neuauflage 1993 im Goldmann Verlag), im Jahr 2000 durch Werner Habermehl als Der Ursprung (Gewis-Verlag) und im Jahr 2019 erneut als Der Ursprung durch Philipp Dammer (TvR-Verlag). Der umfangreiche Roman verschaffte Rand eine neue Anhängerschaft und hat einen dauerhaften Einfluss, insbesondere unter Architekten, Unternehmern, amerikanischen Konservativen und Libertären.
Der Roman wurde mehrfach für andere Medien adaptiert. Eine illustrierte Version wurde 1945 in Zeitungen verbreitet. Warner Bros. Entertainment produzierte 1949 eine Filmversion; Rand schrieb das Drehbuch, und Gary Cooper spielte Roark. Die Kritiker kritisierten den Film und er konnte sein Budget nicht wieder einspielen; seitdem haben mehrere Regisseure und Autoren die Entwicklung einer neuen Verfilmung in Betracht gezogen. Im Jahr 2014 schuf der belgische Theaterregisseur Ivo van Hove eine Bühnenadaption, die überwiegend positiv aufgenommen wurde.

## Das Motiv
Der Roman beschreibt seinen Helden Howard Roark als einen Menschen, der die Motivation für seine Arbeit aus sich selbst schöpft und nicht um den Applaus anderer bemüht ist. Ihm gegenüber wird die Vielzahl der normalen Menschen als inhärent kollektivistisch dargestellt. Diese Menschen besitzen kein Selbst, sie leben im Anderen, eben aus zweiter Hand. Nicht ihr Handeln, sondern das Bild ihres Handelns in den Augen der anderen ist das, worauf es ihnen ankommt. Sie fühlen sich angesichts der Naturgewalten klein und hilflos, während schöpferische Menschen wie Roark von den Naturgewalten an die Größe des menschlichen Gestaltungswillens erinnert werden.

## Handlung
Der junge Architekturstudent Howard Roark ist begabt, hat aber kaum Kontakte zu seinen Kommilitonen und verstößt gezielt gegen Richtlinien seiner Uni. Er akzeptiert seine Exmatrikulation, da er sich von der Fortsetzung seines Studiums keinen Wissensgewinn mehr erwartet. Fortan arbeitet er als Zeichner für den genialen, alternden, aber wirtschaftlich erfolglosen Architekten Henry Cameron.
Als Cameron aus Altersgründen sein Büro schließt, arbeitet Roark für einen Mitstudenten, Peter Keating, der nach seinem glänzenden Abschluss durch rücksichtslose Intrigen eine steile Karriere bei einem anerkannten Architektenbüro gemacht hat. An den entscheidenden Architekturaufgaben in dessen Karriere hilft ihm Roark heimlich, er will nicht mit diesen Produkten von Kompromissen in Verbindung gebracht werden. In diesem Büro scheitert er genauso wie mit dem eigenen, das ihm ein Kunde ermöglicht hat, der sich sein Wohnhaus von ihm bauen ließ. Als er sein Büro schließen muss (eine angebotene Unterstützung schlägt er aus), nimmt er Arbeit in einem Steinbruch auf.
Die Tochter des Eigentümers des Steinbruchs und des Architekturbüros, in dem Keating arbeitet, ist die schöne Journalistin Dominique Francon. Sie sucht Erholung in der Nähe des Steinbruchs. Dominique verliebt sich auf den ersten Blick in Roark und in der Folge engagiert sie ihn zu handwerklichen Tätigkeiten in ihrem Haus. Nach einer Demütigung ihrerseits wird sie von Roark vergewaltigt. Roark verlässt den Steinbruch einige Tage später, um einen Auftrag für ein Geschäftshaus anzunehmen.
Zurück in New York erkennt Dominique die wahre Identität des Architekten und behindert durch ihr journalistisches Engagement seinen Erfolg. Anschließend begibt sie sich zu Roark, um sich ihm als Sexualpartnerin zu unterwerfen. Um die Spannung zwischen ihnen aufrechtzuerhalten, verspricht sie Roark, ihn in der Öffentlichkeit weiter zu bekämpfen. Für Roark ist dieses Ansinnen ein Grund für seine Liebe.
Roark erhält den Auftrag für einen „Tempel des menschlichen Geistes“ und gewinnt für die einzige, zentrale Statue den Bildhauer Steven Mallory. Dominique steht für diese Statue Modell.
Ist das Ringen um die Durchsetzung des Genialen ein Schauplatz des Romans, ist der zweite die Manipulation der öffentlichen Meinung durch die Medien. Der Redakteur Ellsworth Toohey ist der scharfsinnige Gegenspieler Roarks und seiner Getreuen.
Er erreicht, dass der Auftraggeber den Tempel ablehnt und Roark auf Schadenersatz verklagt. In diesem Prozess erlebt Dominique einen Sinneswandel: sie verteidigt das Gebäude, widerspricht dem Zeugen der Anklage, Toohey, und verliert daraufhin ihre Stelle als Journalistin. Frustriert gegenüber einer Welt, die es nötig hat, einen Roark anzuklagen, beschließt sie, der Welt ihre Verachtung zu zeigen, in dem sie sich den Regeln, die sie verabscheut, unterwirft. Sie heiratet Peter Keating. Keating wird mit ihr als Gattin einer der erfolgreichsten Architekten des Landes.
Der Medienmogul und Grundstücksspekulant Gail Wynand hat in seinen Zeitungen und Wochenschauen den Kampf gegen Roark unterstützt. Nun hat er einen der wichtigsten Bauaufträge des Landes zu vergeben. Gail bietet diesen Keating an, falls jener Dominique für ihn freigibt. Beide willigen ein. Dominique glaubt, sich mit der Hingabe an Wynand eine weitere Demütigung aufladen zu können. Wynand entpuppt sich aber als ein Mensch, der durchaus Geniales zu erkennen vermag. Er erkennt Roark als begnadeten Architekten an, wird sein engster Freund und lässt sich von ihm sein Traumhaus bauen.
Inzwischen bittet Keating Roark ein weiteres Mal um Hilfe, diesmal für ein soziales Wohnungsbauprojekt. Er kann die Bedingung, Roarks Pläne unverändert umzusetzen, nicht erfüllen, da Toohey intrigiert. Roark sprengt die Baustelle, da die Abmachung, die er mit Keating traf, gebrochen wurde. In der darauf folgenden Berichterstattung schlagen sich die Zeitungen Wynands gegen die öffentliche Meinung auf die Seite Roarks und erleiden dadurch einen existenzbedrohenden Umsatzrückgang. Wynand kann diese Niederlage nicht verkraften und gibt die Freundschaft mit Roark auf.
Im Schadenersatzprozess verteidigt sich Roark mit einer Darstellung seines Weltbildes und wird freigesprochen. Wynand gibt ihm den Auftrag, für ihn den höchsten Wolkenkratzer New Yorks zu bauen. Roark heiratet Dominique.

### Roarks Plädoyer
Howard Roarks Plädoyer am Ende des Romans fasst die Ideen der Autorin zusammen.
Roark beginnt sein Plädoyer mit der Vermutung, dass die Erfinder des Feuers und des Rades von der derart beschenkten Menschheit auf dem Scheiterhaufen verbrannt bzw. gerädert worden seien. „Die großen Schöpfer, die Denker, die Künstler, die Forscher, die Erfinder,- immer standen sie allein gegen die Menschen ihrer Zeit. Jeder Gedanke traf auf Widerstand (…) Sie stritten, sie litten, sie büßten. Doch sie siegten.“ Die schöpferischen Menschen handeln nie aus dem Wunsch heraus, ihren Mitmenschen zu helfen, da diese ihre Erkenntnisse ja ablehnten, sondern nur um der Erkenntnis, des Endprodukts selbst willen. Schöpferische Werke könnten ausschließlich um ihrer Selbst willen vollbracht werden.
Jeder Mensch stehe vor der Entscheidung, ob er ein Leben als Schmarotzer „der sich vom Geist anderer Menschen nährt“ führen will, oder ob er als Schöpfer vollkommen unabhängige Werke schaffen will. Der „normale“ Mensch sehe es als wichtigste Aufgabe, das Leid seiner Mitmenschen zu lindern. Dadurch würde er „das Leiden zum wichtigsten Bestandteil des Lebens“ erhöhen, was letztendlich zur Folge habe, dass er sich leidende Mitmenschen wünschen müsse, um seine Nächstenliebe ausleben zu können. Dies könne ein schöpfender Mensch aber nicht leisten, da er „nicht eingestellt (wäre) auf Krankheit, sondern auf Leben“. Durch seine Erkenntnisse, Erfindungen hätte er „mehr Linderung von Leiden herbeigeführt, als alle Altruisten zusammen sich jemals vorstellen konnten;“ – „Als der erste Schöpfer das Rad erfand, hat der erste Zweithänder den Gegenzug getan. Er erfand die Nächstenliebe.“
Amerika sei das „edelste Land“ der Weltgeschichte mit den größten Leistungen, dem größten Wohlstand, der größten Freiheit, da es auf dem Prinzip des Individualismus aufgebaut sei, nach dem alle nach privatem, persönlichem, egoistischem Glück suchten. Bekämpft werde dieses Prinzip durch den Kollektivismus, die Herrschaft des Zweithänders und Zweitklassigen;- „Schon ist der größte Teil Europas verschlungen. Und unser Land wird in den Strudel gezogen.“
Roark habe die von ihm gesprengte Siedlung entworfen zu dem Preis, dass sie unverändert gebaut würde. Dieser Preis sei nicht bezahlt worden, man habe die Vorteile seiner Arbeit eingestrichen und ihn zwingen wollen, diese Arbeit als Geschenk zu überlassen, doch er sei kein Altruist und mache keine Geschenke: „Ich stehe hier und sage, dass die Integrität des schöpferischen Werks eines Menschen von größerer Bedeutung ist als jegliche Wohlfahrtsbestrebung. Die Menschen, die dies nicht verstehen, sind diejenigen, die die Welt zerstören“.
Würde er verurteilt, hätte sein Vaterland mit dem Prinzip der Freiheit gebrochen und würde eine „Gesellschaft der Sklaven“. In einer solchen Gesellschaft wolle er nicht leben und seine Jahre im Gefängnis wären in diesem Fall als „Treuebekenntnis“ anzusehen „zu jedem Schöpfer, der je gelebt und gelitten hat“.

### Personenübersicht
Howard Roarks Gebäude vermitteln „…eine schwerblütige, Anforderungen stellende Freude. Bei der man das Gefühl hat, ihr Erlebnis bedeute eine eigene Leistung, beinhalte ein persönliches Vollbringen. Man schaut und denkt: Wenn ich dies zu erleben vermag, so werde ich ein besserer Mensch.“. Seine Mitmenschen sind ihm gleichgültig, wenn ihr Handeln für sein Leben nicht von Bedeutung ist. Es wird angenommen, dass Rand den Charakter „Howard Roark“ nach dem Vorbild Frank Lloyd Wrights entwickelt hat. Jedenfalls legt dies der enge Kontakt Rands zu Wright während der Entstehungszeit des Romans nahe.
Steven Mallory schafft Statuen übergöttlicher Schönheit. Seine Statue für den „Tempel des menschlichen Geistes“ in „Gestalt eines nackten Weibes“ symbolisiert den „menschlichen Geist. Das Heldische im Menschen. Sehnsucht und Erfüllung in einem. Sich erhebend in seinem Drang - und erhebend durch sein Wesen. Gott suchend und sich selbst findend….“.
Dominique Francons Schönheit ermöglicht Menschen zum ersten Mal zu verstehen, „…was Künstler meinten, wenn sie von Schönheit redeten.“ Sie demütigt sich, um Selbstverachtung zu lernen, da sie eine Überlegenheit gegenüber den „Zweithändern“ spürt, welche sie nicht bejahen will. Erst nachdem sie ihr Mitleid überwindet, aufhört, die Welt der „Zweithänder“ zu hassen, vor ihr Angst zu haben und also gelernt hat, ihr keine Beachtung zu schenken, wird sie Roark ebenbürtig.
Gail Wynand ist ein „Schöpfer“, der sich vom Schuhputzer zum Milliardär emporgearbeitet hat. „Er sah aus wie das dekadente, letztvollendete, überfeinerte Endprodukt einer langen Ahnenreihe erlesenster Blutmischungen, und dabei wüßte jedermann, daß er aus der Gosse stammte.“.
Nachdem er in jungen Jahren die Korrumpiertheit eines von ihm verehrten Redakteurs erkannt hat, stellt er nur noch den wirtschaftlichen Erfolg in den Mittelpunkt seiner Arbeit. Er selbst verachtet seine Produkte und umgibt sich mit einer unerhörten Kunstsammlung, die nur ihm zugänglich ist.
Als „Seismograf der öffentlichen Meinung“ liefert er seine Zeitung „mit Leib und Seele dem Pöbel“ aus. Nachdem er Dominique kennengelernt hat, unterminiert er diesen Grundsatz mit dem Verbot, in seinen Presseorganen über ihre Heirat zu berichten. Ein weiterer Grund seines Scheiterns ist seine Unterschätzung Tooheys trotz der Mahnungen Dominiques.
Ellsworth Toohey ist der scharfsinnige Gegenspieler Roarks und seiner Idee. Er besitzt die Fähigkeit, „Begnadete“ und ihre Werke auf den ersten Blick zu erkennen. Er bekämpft diese Schöpfer, da er sich und dem kollektivierten Weltgeist der Zweithänder zur Weltherrschaft verhelfen will. Er hält sich für einen Menschenfreund, da sein Kampf gegen das Geniale verhindere, dass sich der Unbegabte unterlegen fühle.
Seine Intrigen bestimmen einen großen Teil der Romanhandlung. Ziel seines Handelns ist es, große Persönlichkeiten und ihre Werke als untalentiert zu entwerten, indem er lächerliche Personen und Werke aufwertet und als ebenbürtig bezeichnet. Er erklärt seinen Anhängern, „sie würden eine höhere Art von Glück gewinnen, wenn sie das aufgäben, was sie eigentlich glücklich macht.. Dabei braucht man sich gar nicht allzu klar auszudrücken. Nur große, verschwommene Worte gebrauchen: ‚Harmonie des Universums‘ - ‚Ewiger Geist‘ - ‚Göttlicher Endzweck‘ - ‚Nirwana‘ - ‚Paradies‘ - ‚Rassische Überlegenheit‘ - ‚Diktatur des Proletariats‘.“ Seine Utopie, alle dem Willen aller zu unterwerfen: „Universale Sklaverei - ohne auch nur die Würde eines Herrn…“. Diese sieht er im herrschenden Kommunismus und Faschismus des damaligen Europas bereits verwirklicht.

## Schauplätze
Möglicherweise bezieht sich Rand mit dem fiktiven Wynand Building auf das Rockefeller Center (1929–40). Kontext und Zeit der Romanhandlung lassen eine Analogie zu dem Gebäudekomplex vermuten, der seinerzeit eine bahnbrechende urbanistische und architektonische Lösung für Wolkenkratzer darstellte.

## Veröffentlichung
Der ewige Quell war Rands zweiter Roman. Zwölf Verleger lehnten ihn ab, bis er von der Bobbs-Merrill Company 1943 herausgegeben wurde.
In den USA wurde der Roman zwei Jahre nach der Veröffentlichung ein Bestseller und bis 2004 6,5 Millionen Mal verkauft.

## Der Roman in der Populärkultur
- Der Roman wurde 1949 verfilmt, der deutsche Titel des Films lautet Ein Mann wie Sprengstoff (im englischen Original heißt der Film wie das Buch). Seine Produktion verzögerte sich wegen des Zweiten Weltkrieges. Obwohl die Romanautorin auch das Drehbuch geschrieben hatte, gefiel ihr der fertige Film überhaupt nicht. Der wirtschaftliche Erfolg des Films war mäßig.
- In Matt Ruffs Roman G.A.S. hat der Zünder einer New York bedrohenden Bombe die Form einer vor sich hin monologisierenden Figur Ayn Rands.
- In der Fantasykomödie Der Himmel soll warten (1978) greift Julia Farnsworth nach einer Ausgabe von The Fountainhead, um bei der Entdeckung des (vermeintlichen bzw. durch einen Bodyswitch aufgehobenen) Mordes an ihrem Ehemann nicht verdächtig zu wirken.
- Die Zeichentrickserie Die Simpsons parodiert Rands Roman Der Ursprung (Der ewige Quell) in der Folge Vier Powerfrauen und eine Maniküre. Bereits in einer früheren Episode, Bühne frei für Marge, wird Maggie Simpsons in eine Kinderkrippe names „Ayn Rand School for Tots“ geschickt.[21]
- In den 1980er Jahren benannte sich die irische Rockband The Fountainhead nach dem Roman.
- Im Film Dirty Dancing empfiehlt ein Kellner den Roman der Hauptfigur des Films („Baby“).
- Das Computerspiel BioShock und dessen Nachfolger BioShock 2 ist von den Ideen des Buches inspiriert.
- Die Figur des Ted Mosby und seine Entwicklung in der Serie "How I met Your Mother" sind lose an der Figur Roarks angelehnt. Auch der Charakter Ted Mosby erlebt eine Beziehung zu einer Frau die der Beziehung zwischen Roark und Dominique ähnelt. Auch der Charakter Mosby's erbaut am Ende der Serie einen großen Wolkenkratzer der die Skyline von New York prägen wird.
- Jürgen Kuttner und Tom Kühnel setzten den Roman 2011 am Deutschen Theater in Berlin als Theaterstück unter dem Titel Capitalista, Baby! um.[22]
- Es ist Ted Lassos Lieblingsbuch in der gleichnamigen Serie.